# استلوفورد، کمبریج‌شر
استلوفورد (به انگلیسی: Stapleford) یک روستا و محله مدنی در بریتانیا است که در کمبریج‌شر جنوبی واقع شده‌است. استلوفورد ۱٬۸۷۱ نفر جمعیت دارد.